# Buckfastleigh, Totnes and South Devon Railway
Die Buckfastleigh, Totnes and South Devon Railway war eine Eisenbahngesellschaft in Devon in England.
Die Gesellschaft wurde am 25. Juni 1864 gegründet, um eine Bahnstrecke von Totnes nach Buckfastleigh zu bauen. Im folgenden Jahr erhielt die Buckfastleigh, Totnes and South Devon Railway die Konzession für eine Erweiterung bis nach Ashburton. Die 15 Kilometer lange in der Breitspur von 2,14 Meter errichtete Strecke wurde am 1. Mai 1872 fertiggestellt. Der Betrieb oblag der South Devon Railway. Im Mai 1892 wurde die Strecke auf Normalspur umgebaut. Die Great Western Railway erwarb am 1. Juli 1897 für 22.450 £ die Gesellschaft. 
Heute erfolgt auf dem Abschnitt von Totnes nach Buckfastleigh der Betrieb einer Museums- und Touristenbahn durch die 1991 gegründete South Devon Railway Trust.